# Црква Светог Василија Острошког у Прељини
Црква Крајпуташица Светог Василија Острошког је јединствен свети Храм Крајпуташ, смештен до саме Ибарске магистрале, у селу Прељина код Чачка. Јединствен је по својој архитектури, лепоти и пре свега намени. У Грчкој таквих црквица има на хиљаде, док је Крајпуташица Светог Василија Острошког прва, и за сада једина у Србији.
У овом Храму се не служе Свете Литургије, већ је намењен пүтницима, који овде могу целивати иконе и запалити свеће.
Овај Храм је саградило братство Хуманитарног Фонда Црквене Општине у Прељини, за време свештеника Мирослава Милетића, а поводом 2.000 година хришћанства.
Идејни архитектонски пројекат је урадио Миња Радовановић, дипл. архитекта из Чачка.
Унутрашњи зидови храма су иконописани и дело су академског сликара Владимира Кецмана из Београда.
Црква је у облику равнокраког крста површине 56 квадратних метара са куполом високом 10 метара. Изнад портала је мозаик Светог Василија Острошког, а у централној апсиди је живописана фреска Господа Исуса Христа на престолу, димензија 2,5 × 6 метара. У објекту је и црквена књижара.
Ову црквицу покрај Ибарске магистрале посети дневно на десетине верника.